# Kenadsa
Kenadsa est une commune saharienne d'Algérie de la wilaya de Béchar située à 22 km à l'ouest de Béchar.

## Géographie

### Situation
La commune de Kenadsa est située à la limite nord-ouest de la wilaya de Béchar, à la frontière avec le Maroc. Elle touche les communes de Boukais au nord, Lahmar au nord-est, Béchar à l'est et au sud-est, Abadla au sud et Meridja à l'ouest.
| Caïdat de Bni Tadjite (Maroc) | Boukais | Lahmar |
| Meridja                       | Kenadsa | Béchar |
| Meridja                       | Abadla  | Béchar |

### Lieux-dits, quartiers et hameaux
En 1984, la commune de Kenadsa est constituée à partir des localités suivantes : Kenadsa, Barrage Djorf Torba et Masky.
Actuellement, seule subsiste l'agglomération de Kenadsa.

## Toponymie
La tradition rapporte qu'avant de s'appeler Kenadsa, la ville a d'abord porté le nom d'El Aouina (ou El Aouinat), signifiant « petite source », ou de Mouillah, signifiant « source salée », en référence à la source qui traversait le ksar.
Toujours selon la tradition, Kenadsa tirerait son nom de Sidi Mohamed Ben Ziane (fondateur de sa confrérie religieuse) qui, accomplissant le pèlerinage de la Mecque, aurait salué le prophète de l'islam Mahomet dans son tombeau, et celui-ci aurait répondu à ce salut en l'appelant par le nom de « Mohammed El Kendouci » ; et c'est ainsi qu'après son retour, le ksar aurait pris le nom de Kenadsa, pluriel de kendouci,.
Ibn Khaldoun rattache le nom de Kenadsa au nom de ses premiers propriétaires, Kendous et Zerhoun, noms devenus noms de tribus, dont la tribu des kenadsa ; il rattache aussi le nom de Kenadsa, par déformation, au mot-valise « Kendsek », désignant dans les transactions commerciales des deux fondateurs Kendous et Zerhoun.

## Histoire
Bassin houiller de Jerada

### Période pré-contemporaine
l'Oasis de Kenadsa est surtout connu par l'arrivée de Sidi M'hammed Ben Bouziane, riche érudit de Béchar qui y fondera sa zaouia, la Ziania.
La ville portait autrefois[Quand ?] le nom d'El-Ouina.

### Période coloniale française
Le charbon découvert dès 1907, ne connut un début d'exploitation qu'en 1917, puis une expansion pensée et préparée lors de la Deuxième Guerre mondiale, qui isole l'Algérie de la Métropole et nécessite un accroissement rapide des sources d'énergie locales. C'est l'expansion du Bassin houiller de Jerada dans les années 1950: une centrale thermique est installée et la voie ferrée normale Méditerranée-Niger prolongée jusqu'à Kenadsa.
Un camp de travail a été installé pour emprisonner les réfugiés Républicains à la fin de la guerre civile espagnole (voir Retirada).
Elle devient une commune de plein exercice le 12 décembre 1958.
Les abondantes mines de charbon de Kenadsa ont été exploitées depuis 1918 jusqu'à l'indépendance de 1962. En 1945, la direction des mines a été assurée par la Société des Houillères du Sud-Oranais. L'effectif du personnel a compté jusqu'à cinq-mille salariés.

## Démographie

### Administration
| Période                                  | Période | Identité     | Étiquette | Qualité |
| ---------------------------------------- | ------- | ------------ | --------- | ------- |
| 2017                                     | 2022    | Ahmed senini | RND       | P/APC   |
| Les données manquantes sont à compléter. |         |              |           |         |

## Patrimoine
Le ksar de Kenadsa est classé aux monuments historiques en tant que centre historique vivant.
Kenadsa est aussi célèbre pour la Zaouia «Ziania» fondée au XVIIIe siècle par Sidi M'hammed Ben Bouziane, un marabout natif de Taghit.
Kenadsa possède la mosquée de Sidi Mhammed, fondateur de la zaouia « Ziania ».
C'est une ancienne ville minière (on peut y visiter le musée de la mine).[réf. nécessaire]

## Personnalités liées à la commune
- Malika Mokeddem, écrivain, y est née en 1949.
- Pierre Rabhi, écrivain, y est né en 1938.
- Mohammed Moulessehoul, dit Yasmina Khadra, écrivain, y est né en 1955.
- Robert Lamoureux, humoriste, y a travaillé comme comptable dans la Société des Houillères du Sud-Oranais, en 1945.

## Sources, notes et références
1. ↑  [PDF]Recensement 2008 de la population algérienne, wilaya de Béchar, sur le site de l'ONS.
2. ↑  [PDF] Décret no 84-365 fixant la composition, la consistance et les limites territoriales des communes (wilaya de Béchar), Journal officiel de la République algérienne, 19 décembre 1984, p. 1489
3. ↑  Code des agglomérations : 5e recensement général de la population et de l'habitat, vol. 169/2012, Alger, Office national des statistiques, coll. « Collections statistiques », 2012, p. 31.
4. 1 2 3  « Béchar : Bilal, sur les traces du premier muezzin africain de l'islam », Le Temps d'Algérie, no 198,‎ 30 août 2009, p. 14 (ISSN 1112-9344, lire en ligne).
5. 1 2 3  Mohand-Akli Haddadou, Dictionnaire toponymique et historique de l'Algérie, Tizi Ouzou, Éditions Achab, 2012, 636 p. (ISBN 978-9947-972-25-0), p. 371.
6. 1 2  "Une cité minière au Nord-Sahara: Béchar-Djedid" E. Dalmasso Méditerranée 1962
7. ↑  Evelyn Mesquida, La Nueve, 24 août 1944. Ces républicains espagnols qui ont libéré Paris, Paris, Le Cherche-Midi, 2011, collection « Documents ».  (ISBN 978-2-7491-2046-1), p. 47
8. ↑  http://www.legifrance.gouv.fr/jopdf/common/jo_pdf.jsp?numJO=0&dateJO=19580101&numTexte=&pageDebut=11976&pageFin=#
9. ↑  Liste des sites et monuments classés de Béchar sur le site du Ministère de la culture.
10. ↑  Abdelkader Hani, Bechar et sa région entre histoire et légendes, Éditions Dar El Gharb, 2002 (ISBN 9961-54-184-7), p. 39-40.